# 達姆山
82°36′S 162°37′E / 82.600°S 162.617°E
達姆山（英語：Mount Damm），是南極洲的山峰，位於沙克爾頓海岸，處於海德曼冰川和諾塔普冰川之間，屬於伊麗莎白女王嶺的一部分，海拔高度1,130米，美國地質調查局根據測量和該國海軍的空中照片繪入地圖，現時由南極條約體系管理。